# Hideyuki Hirayama
Hideyuki Hirayama (平山秀幸, Hirayama Hideyuki, nascut el 18 de setembre de 1950 a Kitakyushu) és un director de cinema japonès. El seu debut teatral va ser la pel·lícula Maria's Stomach el 1990. Va guanyar el Premi als Nous Directors del Sindicat de Directors del Japó per Za Chūgaku Kyōshi l'any 1992. El 1995, Gakkō no Kaidan va ser un gran èxit i es va convertir en sèries populars. Ai o Kou Hito l'any 1998 va rebre molts premis com el premi internacional de la premsa (FIPRESCI) al Festival Internacional de Cinema de Montreal, el Premi de l'Acadèmia del Japó al Director de l'Any, el Premi Mainichi al Millor Director, etc. El 2001, Hirayama va guanyar l'elecció de millor director per Turn al Festival Internacional de Cinema Fantàstic de Puchon. També va obtenir diversos premis de cinema japonès com a director, inclòs el premi al millor director per Warau kaeru i Out al Festival de Cinema de Yokohama de 2003.

## Filmography
- Maria's Stomach (1990)
- Za Chūgaku Kyōshi (1992)
- Human Scramble -RAIN- (1993)
- Playing with Good Children (1994)
- Gakkō no Kaidan (1995)
- Gakkō no Kaidan 2 (1996)
- Ai o Kou Hito (1998)
- Haunted School 4 (1999)
- Turn (2001)
- Warau kaeru (2002)
- Out (2002)
- Samurai Resurrection (2003)
- Lady Joker (2004)
- Shaberedomo Shaberedomo (2007)
- Yajikita Dōchū Teresuko (2007)
- Shin-san tankoumachi no serenâde (2010)
- Sword of Desperation (2010)
- Oba: The Last Samurai (2011)
- Everest: The Summit of the Gods (2016)
- Family of Strangers (2019)
- Tsuyukusa (2022)[4]

## Televisió
- Woman on the Other Shore (2006)
- Hitori Shizuka (2012)